# نردبان ۴۹
نردبان ۴۹ (به انگلیسی: Ladder 49) فیلمی محصول سال ۲۰۰۴ به کارگردانی جی راسل است. در این فیلم بازیگرانی همچون واکین فینیکس، جان تراولتا، جاسیندا بارت، موریس چسنات، رابرت پاتریک، بالتازار گتی، تیم گونی، کوین چاپمن، کوین دنیلز و جی هرناندس ایفای نقش کرده‌اند.

## خلاصه
جک ماریسن آتش نشان جوانی است که در واحد آتش نشانی «نردبان ۴۹» اداره اش به رهبری «کاپیتان مایک کندی» مشغول به کار است. او در هنگام فرونشاندن آتشی سهمگین، در عمارتی که در آتش می سوزد، گیر می افتد و